# Thenay
|  | Per a altres significats, vegeu «Thenay (Indre)». |

Thenay és un municipi francès, situat al departament del Loir i Cher i a la regió de Centre-Vall del Loira. L'any 2007 tenia 849 habitants.

## Demografia

### Població
El 2007 la població de fet de Thenay era de 849 persones. Hi havia 356 famílies, de les quals 108 eren unipersonals (60 homes vivint sols i 48 dones vivint soles), 124 parelles sense fills, 116 parelles amb fills i 8 famílies monoparentals amb fills.
La població ha evolucionat segons el següent gràfic:

### Habitatges
El 2007 hi havia 455 habitatges, 365 eren l'habitatge principal de la família, 57 eren segones residències i 32 estaven desocupats. 432 eren cases i 12 eren apartaments. Dels 365 habitatges principals, 306 estaven ocupats pels seus propietaris, 47 estaven llogats i ocupats pels llogaters i 12 estaven cedits a títol gratuït; 12 tenien una cambra, 25 en tenien dues, 71 en tenien tres, 111 en tenien quatre i 147 en tenien cinc o més. 345 habitatges disposaven pel capbaix d'una plaça de pàrquing. A 151 habitatges hi havia un automòbil i a 172 n'hi havia dos o més.

### Piràmide de població
La piràmide de població per edats i sexe el 2009 era:
| Homes | Edats   | Dones |
| ----- | ------- | ----- |
| 0     | 95 o +  | 4     |
| 0     | 90 a 94 | 4     |
| 0     | 85 a 89 | 8     |
| 0     | 80 a 84 | 8     |
| 20    | 75 a 79 | 28    |
| 48    | 70 a 74 | 60    |
| 24    | 65 a 69 | 20    |
| 24    | 60 a 64 | 12    |
| 12    | 55 a 59 | 12    |
| 20    | 50 a 54 | 28    |
| 28    | 45 a 49 | 28    |
| 32    | 40 a 44 | 32    |
| 24    | 35 a 39 | 16    |
| 24    | 30 a 34 | 24    |
| 24    | 25 a 29 | 28    |
| 28    | 20 a 24 | 8     |
| 36    | 15 a 19 | 28    |
| 28    | 10 a 14 | 24    |
| 24    | 5 a 9   | 20    |
| 16    | 0 a 4   | 12    |

## Economia
El 2007 la població en edat de treballar era de 511 persones, 391 eren actives i 120 eren inactives. De les 391 persones actives 360 estaven ocupades (197 homes i 163 dones) i 31 estaven aturades (13 homes i 18 dones). De les 120 persones inactives 49 estaven jubilades, 34 estaven estudiant i 37 estaven classificades com a «altres inactius».

### Ingressos
El 2009 a Thenay hi havia 356 unitats fiscals que integraven 847 persones, la mediana anual d'ingressos fiscals per persona era de 16.706 €.

### Activitats econòmiques
Dels 35 establiments que hi havia el 2007, 1 era d'una empresa alimentària, 1 d'una empresa de fabricació d'altres productes industrials, 5 d'empreses de construcció, 8 d'empreses de comerç i reparació d'automòbils, 4 d'empreses de transport, 2 d'empreses d'hostatgeria i restauració, 3 d'empreses immobiliàries, 3 d'empreses de serveis, 7 d'entitats de l'administració pública i 1 d'una empresa classificada com a «altres activitats de serveis».
Dels 7 establiments de servei als particulars que hi havia el 2009, 1 era una oficina de correu, 1 taller de reparació d'automòbils i de material agrícola, 2 paletes, 1 guixaire pintor, 1 lampisteria i 1 agència immobiliària.
Dels 2 establiments comercials que hi havia el 2009, 1 era una botiga de més de 120 m² i 1 una fleca.
L'any 2000 a Thenay hi havia 39 explotacions agrícoles que ocupaven un total de 1.296 hectàrees.

## Equipaments sanitaris i escolars
El 2009 hi havia una escola elemental integrada dins d'un grup escolar amb les comunes properes formant una escola dispersa.

## Poblacions properes
El següent diagrama mostra les poblacions més properes.